# Cnemidophorus neotesselatus
Cnemidophorus neotesselatus är en ödleart som beskrevs av  Warren F. Walker CORDES och TAYLOR 1997. Cnemidophorus neotesselatus ingår i släktet Cnemidophorus och familjen tejuödlor. IUCN kategoriserar arten globalt som nära hotad. Inga underarter finns listade i Catalogue of Life.